# 정책연구대학원대학
정책연구대학원대학(일본어: 政策研究大学院大学, 영어: National Graduate Institute for Policy Studies)은 도쿄도 미나토구 롯폰기 7가 22번 1호에 본부가 위치한 일본의 국립대학이다. 1997년에 설립되었다. 대학의 약칭은 흔히 "정책연구원" 또는 영문으로 "GRIPS"라고 한다.

## 개요

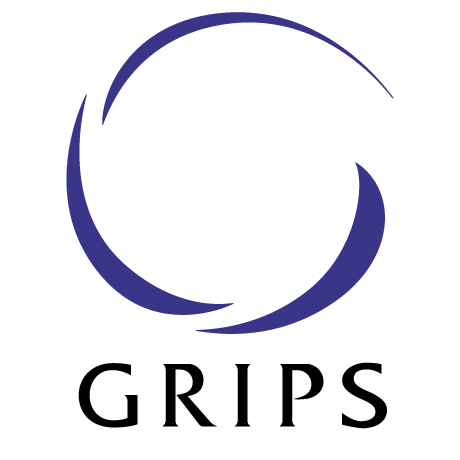
학교 문장

현역의 관료, 도도부현, 정령지정도시의 지방 공무원 등이 학생으로 다수 재적하고 있다. 공식적으로 사이타마 대학 대학원정책 과학연구과를 모체로 하고 있고, (공식 사이트 참조) 교직원도 이 연구과를 모체로 하고 있다.

## 연혁
- 1997년 10월 1일 : 개교
- 2000년 4월 1일 : 입학개시
- 2005년 : 현재 소재지로 이전

## 같이 보기
- 일본의 국립 대학 목록
- 대학원대학